# Esmeraldino Salles
Esmeraldino Salles (São Paulo, 11 de junho de 1916 — São Paulo, 14 de janeiro de 1979) foi um multi-instrumentista de cordas (tocava violão, cavaquinho e contrabaixo) e compositor brasileiro. Trabalhou durante muitos anos na Rádio Tupi de São Paulo como músico integrante do regional, acompanhando calouros.

## Biografia
Esmeraldino era um homem negro, filho de Félix Salles e Maria Salles. Aprendeu a tocar de maneira autodidata e começou sua vida profissional como autônomo realizando diversos serviços, como pintor, ferreiro e pedreiro. Estreou como profissional do rádio em 1937, na Rádio São Paulo (PRA-5). Passou também pelas rádios Gazeta, Record e Cosmos, antes de se estabelecer na Rádio Tupi (Diários Associados). Chegou na Rádio Tupi em 1942 para integrar o regional de Antonio Rago, formado por Antonio Rago (violão elétrico), Orlando Silveira (acordeon), Carlos Neves e Petit (violões), Esmeraldino Salles (cavaquinho), Serginho e, depois, Siles (clarinete), Zequinha (percussão) e Correa (contrabaixo). A partir de 1958 passa a liderar o regional, com a formação: Luiz Machado (clarinete), Domingos Machado (guitarra), Zequinha (percussão), Osvaldo Colagrande (violão) e Esmeraldino Salles (contrabaixo).
Além do trabalho na Tupi, Esmeraldino atuava como professor de violão, cavaquinho e canto. Tocou também nas seguintes boates e casas noturnas: Bambu (1950), Chicote (1955 a 1956), Cave (1957 a 1959), Cine Sabará (1961), Moleque Bar (1962), Blow Up (1969). Atuou também como músico nas TVs Tupi e Cultura. Acompanhou diversos cantores, entre eles Silvio Caldas, com quem gravou dois LPs pela Continental: Silvio Caldas (1974) e Depoimento (1975).  
Em 1978, participou do II Festival Nacional de Choro Brasileiro na TV Bandeirantes, com sua composição Arabiando, tirando o 3° lugar. O grupo que tocou no festival foi composto por: Wilsinho (bandolim), Esmeraldino Salles (cavaquinho), Osvaldo Colagrande (violão de sete), João Macacão (violão de seis), Pedro Colagrande (pandeiro) e Nenê (tamborim).
Já acumulando diversos problemas de saúde, como diabetes e paralisia facial, Esmeraldino faleceu em 1979, em decorrência de uma trombose.

## Composições
Em 2023 o pesquisador musical Felipe Siles de Castro lançou um songbook com partituras de vinte e oito composições de Salles, intitulada "Esmeraldino Salles: o choro negro e paulistano".
As composições de Esmeraldino foram gravadas por: Laércio de Freitas, Água de Moringa, Orlando Silveira, Canhoto, Reco do Bandolim, Carlos Poyares, Dudáh Lopes, Israel Bueno Almeida, Mário Pereira, Siles, Hebe Camargo, Renato Tito, Dirceu Leite, Dominguinhos, Tiago Souza, Yamandu Costa, Trio Orixá, Zé Calixto, Vitor Lopes, Valter Silva, Orquestra de Choro Campineira, André Mehmari, Fábio Peron, Fernando Amaro, Gian Correa, Ricardo Valverde, Os Ingênuos, Wanderley Risotto, Alessandro Penezzi e Mike Marshall.
Suas composições foram:
- Arabiando (Esmeraldino Salles)
- Bons tempos (Esmeraldino Salles)
- Brisa (Esmeraldino Salles e Orlando Silveira)
- Caso de amor (Esmeraldino Salles)
- Choro pobre (Esmeraldino Salles)
- Dedilhando (Esmeraldino Salles e Orlando Silveira)
- É isso aí bicho (Esmeraldino Salles)
- Eloiza (Esmeraldino Salles e Orlando Silveira)
- Equilibrando (Esmeraldino Salles e Orlando Silveira)
- Espetinho (Esmeraldino Salles e Orlando Silveira)
- Fazendo hora (Esmeraldino Salles)
- Histórico (Esmeraldino Salles)
- Inveja (Esmeraldino Salles e Siles)
- Moderno (Esmeraldino Salles)
- No mundo da lua (Esmeraldino Salles, Vanderley e Osvaldo Colagrande)
- Oh José (Esmeraldino Salles e Ribeiro Filho)
- Paduando (Esmeraldino Salles e Orlando Silveira)
- Pergunte a eles (Esmeraldino Salles e Orlando Silveira)
- Perigoso (Esmeraldino Salles e Orlando Silveira)
- Por acaso (Esmeraldino Salles)
- Quando a saudade chegar (Esmeraldino Salles e João Dias Carrasqueira)
- Quando o amor acontece (Esmeraldino Salles e Vanderlei Taffo)
- Saia dessa (Esmeraldino Salles)
- Saudade (Esmeraldino Salles e Orlando Silveira)
- Saudoso (Esmeraldino Salles)
- Sugestivo (Esmeraldino Salles)
- Tudo azul (Esmeraldino Salles e Orlando Silveira)
- Uma noite no Sumaré (Esmeraldino Salles)
- Valsa breve (Esmeraldino Salles)

## Tributos e homenagens

### Composições em homenagem a Esmeraldino
O artista foi homenageado nas seguintes composições:
- Ao nosso amigo Esmê (Laércio de Freitas)
- Choro resposta ao Arabiando (Fábio Peron)
- Choro resposta ao Sumaré (André Mehmari, Fábio Peron e Gian Correa)
- Com esmero (Wanessa Dourado)
- Esmeraldino (Maurício Carrilho)
- Esmerilhando (Gian Correa)
- Oh meu amigo (Orlando Silveira)
- Tributo a Esmeraldino Salles (Izaías Bueno Almeida)
- Um rolê na Aimberê (Felipe Soares)
- Valsa resposta a Novato (André Mehmari)

### Discos gravados em tributo a Esmeraldino
Foram lançados os seguintes discos em homenagem ao compositor:
- São Paulo no Balanço do Choro: ao nosso amigo Esmê (Laércio de Freitas). LP, Eldorado, 1980;
- Tributo a Esmeraldino Salles (Conjunto Um a Zero). CD, independente, 2002.
- Esmê (Gian Correa, Fábio Peron, André Mehmari e Fernando Amaro). CD, independente, 2017.